# Magdalena Wrembel
Magdalena Wrembel – polska językoznawczyni, doktor habilitowany nauk humanistycznych.

## Życiorys
W 1993 r. ukończyła studia filologiczne na Uniwersytecie im. Adama Mickiewicza w Poznaniu, w 2005 r. obroniła pracę doktorską pt. Matakompetencja fonologiczna w nabywaniu fonetyki języka drugiego, której promotorem była prof. Katarzyna Dziubalska-Kołaczyk, w 2016 r. habilitowała się na podstawie pracy zatytułowanej W poszukiwaniu nowej perspektywy: Wpływy międzyjęzykowe w nabywaniu fenologii języka trzeciego. 
Została pracownikiem naukowym na Uniwersytecie im. Adama Mickiewicza w Poznaniu, oraz należy do Rady Dyscypliny Naukowej - Językoznawstwa i Literaturoznawstwa UAM.